# Blancpain 1000
Le Blancpain 1000 est une épreuve de compétition automobile sur circuit appartenant au championnat saisonnier d'endurance (sport mécanique) de la GT World Challenge Europe Endurance Cup.
Cette épreuve tiens son nom de l'horloger suisse Blancpain qui officie comme sponsor de l'événement. Cette pratique est très développée dans le sport automobile en raison des coûts très importants engendrés par cette pratique. Le chiffre 1000 fait référence aux 1000 kilomètres que comportent cette course d'endurance. Les deux premières éditions en 2013 et 2014 de cette course d'endurance se sont déroulées dans le mythique circuit du Nürburgring en Allemagne, avant d'être délocalisé sur le circuit français du Paul-Ricard.

## Palmarès de l'épreuve

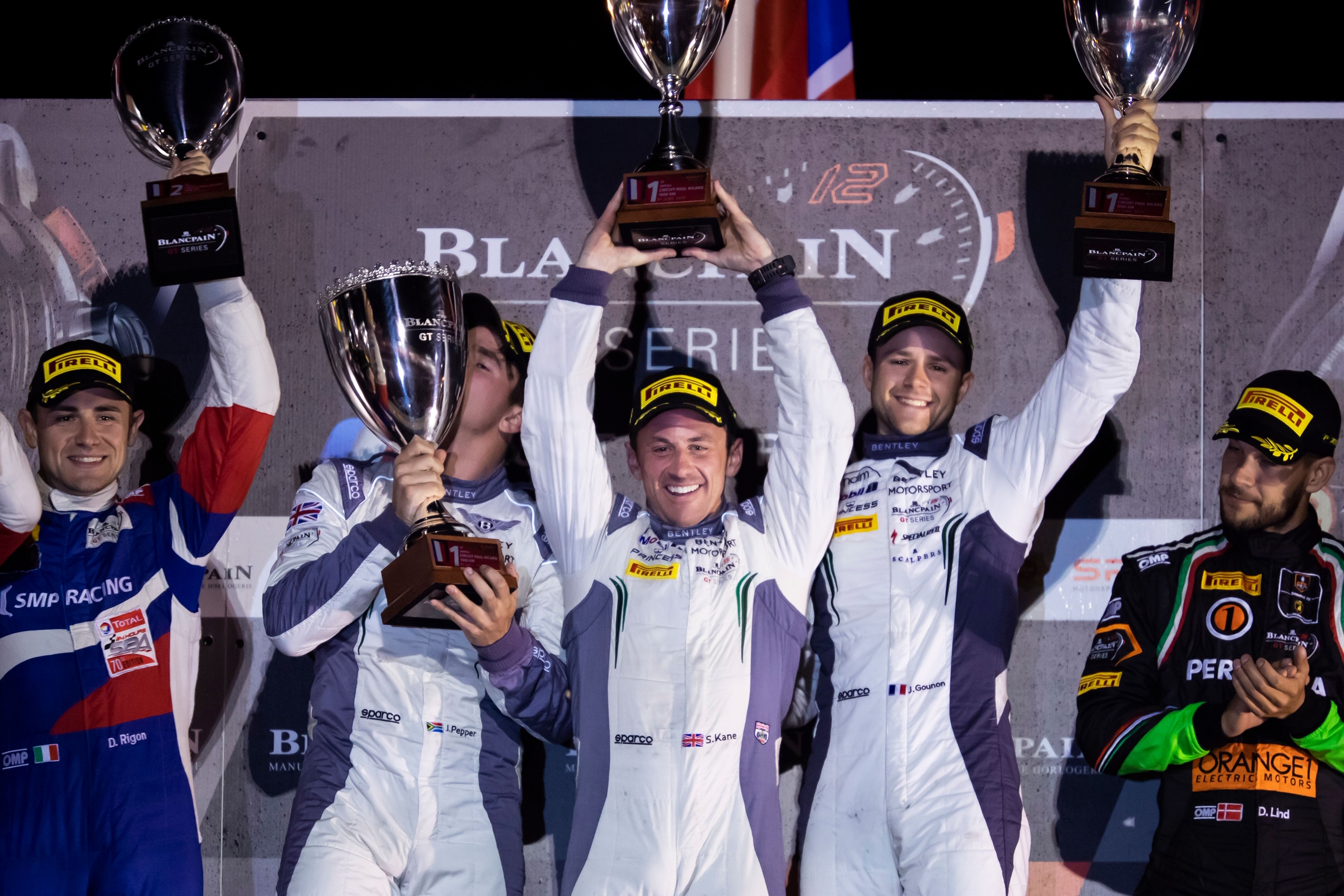
Davide Rigon, Jordan Pepper, Steven Kane, Jules Gounon et Dennis Lind (de gauche à droite) sur le podium au Castellet en 2019.

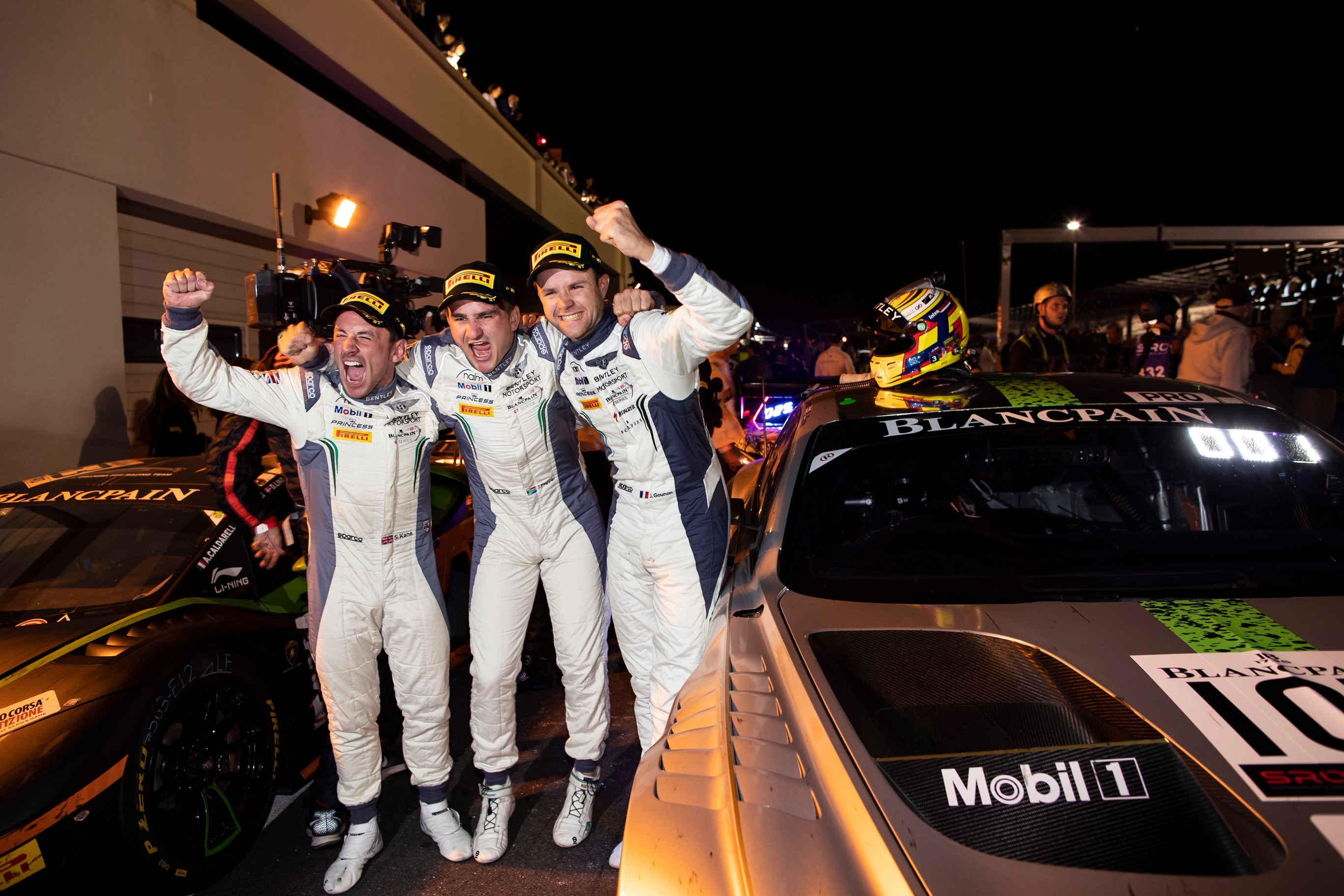
Steven Kane, Jordan Pepper et Jules Gounon (de gauche à droite) hurlant de joie après leur victoire en 2019.

| Année | Circuit             | Équipe                        | Pilotes                                              | Voiture                   |
| ----- | ------------------- | ----------------------------- | ---------------------------------------------------- | ------------------------- |
| 2013  | Nürburgring         | HTP Motorsport                | Bernd Schneider / Maximilian Götz / Maximilian Buhk  | Mercedes-Benz SLS AMG GT3 |
| 2014  | Nürburgring         | Belgian Audi Club Team WRT    | César Ramos / Christopher Mies / Laurens Vanthoor    | Audi R8 LMS Ultra         |
| 2015  | Circuit Paul-Ricard | Nissan GT Academy Team RJN    | Wolfgang Reip / Alex Buncombe (en) / Katsumasa Chiyo | Nissan GT-R Nismo GT3     |
| 2016  | Circuit Paul-Ricard | No. 58 Garage 59              | Rob Bell / Shane van Gisbergen / Côme Ledogar        | McLaren 650S GT3          |
| 2017  | Circuit Paul-Ricard | No. 8 Bentley Team M-Sport    | Andy Soucek / Maxime Soulet / Vincent Abril          | Bentley Continental GT3   |
| 2018  | Circuit Paul-Ricard | No. 14 Emil Frey Lexus Racing | Christian Klien / Albert Costa / Marco Seefried      | Lexus RC F GT3            |
| 2019  | Circuit Paul-Ricard | No. 107 Bentley Team M-Sport  | Steven Kane / Jordan Pepper / Jules Gounon           | Bentley Continental GT3   |

## Catégories
Les GT qui participent à cette course sont divisées en deux classes. La différence ne se fait pas au niveau des voitures et de leur puissance, mais bien au niveau des pilotes. D'un côté les "PRO" pour les pilotes professionnels, et de l'autre les "AM", cette classe comporte aussi bien des rookies que des pilotes amateurs. Nous pouvons par ailleurs noter que les voitures GT PRO sont souvent engagées par des constructeurs officiels.